# Федоряк Дмитро Михайлович
Дмитро́ Миха́йлович Федоря́к — кандидат біологічних наук, лауреат Державної премії України в галузі науки і техніки (2001).

## Життєпис
Станом на 2001 рік — кандидат біологічних наук, завідувач лабораторії Інституту біоорганічної хімії та нафтохімії НАН України.
Старший науковий співробітник; член редколегії журналу «Ukrainica Bioorganica Acta».
Лауреат Державної премії України в галузі науки і техніки 2001 року — за цикл робіт «Теорія і практика створення антисигнатурних олігодезоксирибонуклеотидів як універсальних антимікробних засобів»; співавтори Алексєєва Інна Володимирівна, Дубей Ігор Ярославович, Єгоров Олег Володимирович, Макітрук Василь Лукич, Малиновська Лариса Петрівна, Панченко Лариса Петрівна, Скрипаль Іван Гаврилович, Серебряний Саул Бенціонович (посмертно), Шаламай Анатолій Севастянович.